# Batalla de Urica
La batalla de Urica fue un enfrentamiento militar librado durante la Guerra de Independencia de Venezuela en el pueblo de Urica (actual estado Estado Anzoátegui) el 5 de diciembre de 1814, entre los ejércitos republicanos del general José Félix Ribas y realistas de José Tomás Boves, finalizando con la victoria de los segundos.
Tras su victoria la Batalla de Los Magueyes, José Tomás Boves consiguió reunirse con Francisco Tomás Morales —ambos juntan más de 8.000 efectivos—. José Félix Ribas y José Francisco Bermúdez aún tienen unos 4.227 patriotas con los que salen a enfrentarlos en Urica el 5 de diciembre. La caballería del flanco derecho de Boves, encabezada por el mismo se lanzó contra su par pero fue rechazada y su general resultó muerto. En el flanco izquierdo los realistas tuvieron éxito e hicieron huir a sus enemigos logrando flanquear el centro enemigo, o sea, la infantería, poniéndola en fuga total.
El desastre republicano es definitivo —hasta 3.000 de sus soldados fallecen en ese campo—. La victoria realista fue decisiva al ser destruido el último ejército revolucionario en Venezuela (tres mil soldados republicanos murieron en aquella jornada).
En la noche inmediatamente posterior a Urica, Morales ejecutó a todos los oficiales realistas que en la asamblea convocada propusieron reconocer el mando de Juan Manuel Cagigal. Morales asumió el poder absoluto en Venezuela, persiguiendo a las últimas unidades rebeldes en el país hasta la llegada de la Expedición Pacíficadora de Pablo Morillo, 10.642 soldados veteranos de la Guerra de Independencia Española, momento en que sometió a la nueva autoridad, partiendo a la Nueva Granada.
Según varias versiones, la muerte de Boves se debió a que su pecho fue atravesado durante el choque de caballerías por la lanza del oficial Pedro Zaraza.

## Antecedentes
El 2 de septiembre la autoridad de Simón Bolívar y Santiago Mariño fue desconocida por el general José Félix Ribas en Pampatar, quien asumió el mando de los últimos contingentes republicanos. En Cariaco se reunió con el coronel Manuel Piar, pero las mutuas desavenencias les llevaron a dividir sus fuerzas.
Tras la victoria de El Salado (16 de octubre) y el saqueo de Cumaná, José Félix Ribas y José Francisco Bermúdez, que habían reunido en Maturín más de 4000 hombres, marchaban para acabar con Francisco Tomás Morales en Urica decidieron hacer frente a los llaneros de Boves, pero Ribas decidió regresar con la mitad de las tropas a Maturín mientras que Bermúdez, impetuoso, decidió avanzar a Areo y cerca de ahí, en el monte de Los Magüeyes Boves vio su oportunidad de atacarlo.

## Preludio de la batalla
Bermúdez se reúne con Ribas en Maturín y reconstruyeron sus fuerzas. En lugar de esperar a Boves, decidieron salir en su búsqueda. El 2 de diciembre dejaron su base hasta llegar a un sitio llamado El Areo. Ahí organizaron dos columnas de 180 jinetes llamadas Rompelíneas, al mando de los coroneles José Tadeo Monagas y Pedro Zaraza. Poco después, sus exploradores en la quebrada de Carapa y el río Amana informaban de la superioridad numérica realista pero ya no era posible retirarse. Después de pernoctar en el banco de las Calzadillas marcharon hacia Urica durante la noche del 4 al 5 de diciembre. Amanecieron frente a los realistas desplegados en tres cuerpos. 
La planicie de Urica estaba cortada al norte por el Amana, al este por una ciénaga y una quebrada que va de sur a norte hasta desemborcar en el ya mencionado río, comunicaba un camino por las faldas del cerro Paula, que estaba al sur. El camino real conectaba la sabana con el banco de las Calzadillas y atraviesa la ciénaga por un puente. El pueblo estaba a 1500 varas. Al oeste habían chaparrales.
La empresa fue considerada por muchos una locura y varios oficiales se negaron a marchar.

## Fuerzas en combate
Ejército realista
El ejército realista se organizaba en 1200 infantes formados en los batallones Tercero del Rey (al mando de Salvador Gorrín) y Cazadores (Rafael López). Los más de 4000 jinetes se dividían en los regimientos Tiznados (dirigido por Alejo Morales), Guayabal (Nicolás López), Espino (Manuel Baca) y Rastro (Pedro Celestino Quintana). El segundo al mando era Francisco Tomás Morales, el comisario de guerra José María Correa y el capellán José Ambrosio Llamozas.
Ejército patriota
El ejército patriota iba al mando del general José Félix Ribas, quien era secundado por el coronel José Francisco Bermúdez, incluía tres piezas operadas por media brigada de peones al mando de José Francisco Azcue. Los infantes se organizaban en dos batallones con 1200 plazas en total: el Barcelona (Paz Castillo y Agustín Anzoátegui) y Maturín (Andrés Rojas y Ensebio Castillo). Los tres regimientos de caballería se dividían en la izquierda (Pedro Zaraza y Luis Calderón), centro (José Tadeo Monagas y Manuel Cedeño) y derecha (José de Jesús Barreto y Francisco Hernández).

## La batalla
José Tomás Boves dispuso a su infantería en dos líneas paralelas defendiendo el puente y en sus flancos dos regimientos más uno vigilando los farallones del Amana. Francisco Tomás Morales quedó con la reserva al oeste de la villa. José Félix Ribas puso su infantería al oeste de la sabana. Su artillería tenía a su alcance el puente y el camino real. José de Jesús Barreto tenía la reserva en la sabana, Pedro Zaraza estaba en la loma Paula y José Tadeo Monagas estaba junto al Amana. El plan patriota era cargar con los tres regimientos de caballería y empujar al enemigo hacia el estrecho puente, la clave era acabar rápidamente con la caballería monárquica. Las cargas se distinguían por «ser como una avalancha» de montoneras guiadas por hombres valientes.
Boves ordena a sus fuerzas atacar a Bermúdez, quien logró rechazarlo. Tras este éxito, Ribas manda a las columnas rompelíneas cargar bajo fuego realista. El ala derecha monárquica (Tiznados) retrocedió al primer choque y Boves debió reorganizarlo para hacerlo cargar. Cuatro o cinco centenares de jinetes realistas atacan a la columna de Zaraza encabezados por su caudillo. En el primer choque el pecho de Boves es atravesado por una lanza y sus seguidores rompen la formación y empiezan a huir. Zaraza logra envolverlos y atraviesa la ciénaga y llega a la plaza central de Urica; el regimiento Tiznados es destruido. Entonces Zaraza voltea y ataca desde atrás a los realistas pero el regimiento Cazadores le sale al paso, el coronel patriota carga varias veces contra su enemigo pero no logra romper sus filas y es empujado a la villa. Entre tanto, la infantería republicana atacaba frontalmente el centro monárquico con apoyo de la artillería.
La columna de Monagas se empantana en la ciénaga. Morales detecta el incidente, le ataca por un flanco y le hace huir en desorden. Morales persigue a Monagas hasta un chaparral, chocando con el regimiento de Barreto y le obliga huir. Mientras su caballería huye la infantería patriota retrocede en orden al grito de «¡Estamos cortados!». El batallón Maturín se retira de la sabana perdiendo la mitad de sus efectivos. El Barcelona, que estaba al norte, cerca del río Amana, se encuentra con Morales. Los infantes republicanos cargan y hacen retroceder a los jinetes. Después llega el batallón Tercero del Rey pero también es rechazado. El regimiento Cazadores también se lanza contra el Barcelona y es vencido. Morales pide ayuda a los regimientos Espino y Rastra, logrando cercar completamente al batallón. El Barcelona forma un cuadro defensivo, logrando resistir a las lanzas y bayonetas enemigas, con esto impide a esas unidades realistas perseguir a sus compañeros al otro lado del Amana.
Finalmente, la artillería patriota es capturada y usada contra el Barcelona. El batallón debe moverse para salir del alcance de los cañones, es entonces que fuere el coronel Castillo y Anzoátegui, viendo todo perdido, ordena: «¡Morir matando!» y ataca a Gorrín. Todos los realistas les cayeron encima. De sus 600 hombres, solo escapan 20 en botes de guerra galana a través del río. El sacrificio del Barcelona permite a Zaraza escapar de la villa, dejando quinientos lanceros muertos. Este intenta reunir a los jinetes de las otras unidades para rescatar al batallón pero la caballería estaba demasiado lejos para hacer algo.

## Consecuencias
Las bajas de ambos bandos fueron enormes. Numerosos coroneles republicanos murieron, algunos de origen neogranadino. Morales se hizo elegir como nuevo comandante español ante el capellán José Ambrosio de la Concepción Llamoza, el secretario José María Delgado y 30 jefes y otros tantos oficiales, los siete oficiales que querían reconocer al capitán general Juan Manuel de Cagigal son decapitados en la plaza central y sus cabezas enviadas a Caracas (11 de diciembre). Secretamente, el gobernador realista Juan Nepomuceno Quero las hizo enterrar. Sin embargo, Morales no tenía el liderazgo carismático de Boves. Ribas fue capturado y ejecutado en Tucupido (31 de diciembre). Su cabeza freída en aceite y expuesta en Barcelona el 3 de febrero de 1815 y luego llevada a Caracas.
Tres mil soldados republicanos murieron en aquella jornada.

### Muerte de Boves
En el transcurso de esta batalla Pedro Zaraza al mando del escuadrón “Rompe Líneas” logra embestir el ala derecha de los realistas, hasta llegar a José Tomás Boves. Entonces el propio Zaraza o uno de sus soldados consigue alancear y dar muerte al asturiano. Zaraza solo buscó a Boves en el campo de batalla para tomar venganza, ya que este le había asesinado a su mujer.
Respecto de la muerte de Boves, se dice que Francisco Tomás Morales estuvo involucrado, ya que cuando los oficiales realistas se reunieron para decidir quién los dirigiría hizo matar a todos los que opinaron que era mejor reconocer a Cagigal como su oficial superior. Boves fue sucedido por Morales pero este al poco tiempo marchó a la Nueva Granada en la campaña de Pablo Morillo y a la larga la mayor parte de sus hombres pasaron a defender la causa independentista al mando de José Antonio Páez tras los esfuerzos de la élite criolla de incluir a la masa popular a su causa en contra de los españoles.
Boves fue enterrado bajo el campanario de la iglesia de la villa.

## Análisis de Duarte Level
Según Lino Duarte Level, Ribas no supo utilizar la caballería de Barreto, que al ver venir a Monagas hacia él en caos debió dejar libre el camino que su unidad no fuera desordenada por los vencidos. La infantería debió conquistar las alturas del cerro Paula, donde hubiera dominado el campo y quedado a resguardo de la caballería, pudiendo disparar sobre las posiciones realistas, debilitándolas ante el empuje de Zaraza. Además, podría fácilmente haber seguido a aquel regimiento montado y haberlo ayudado. En Carabobo Bolívar se enfrentó a una situación similar, el enemigo en una entrada a una sabana, posición estrecha y de fácil defensa. Pero al contrario de Ribas, no usó su infantería y artillería para atacar de frente, sino que la flanqueo.